# Морена

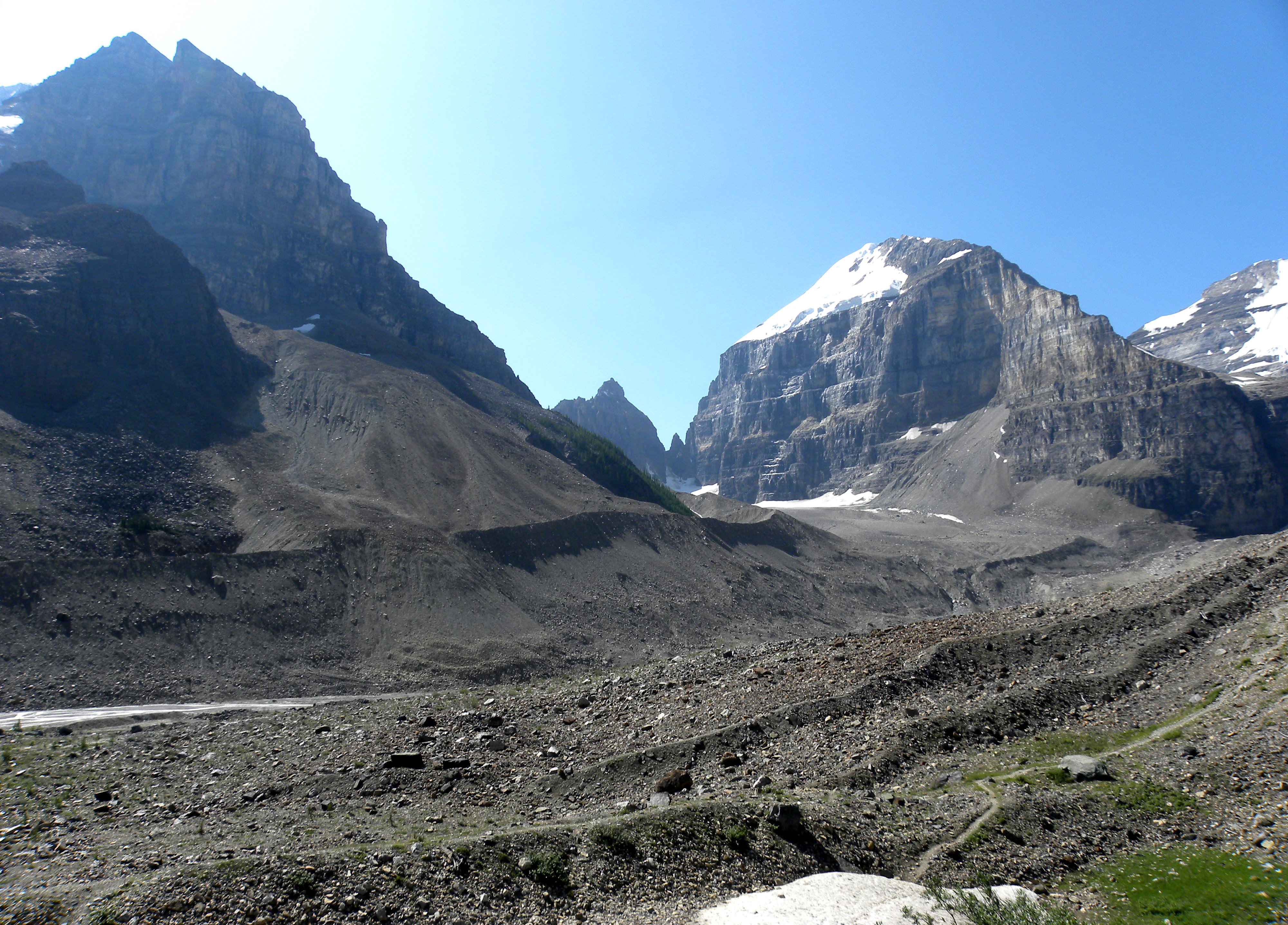
Морена на льодовику в провінції Альберта, Канада

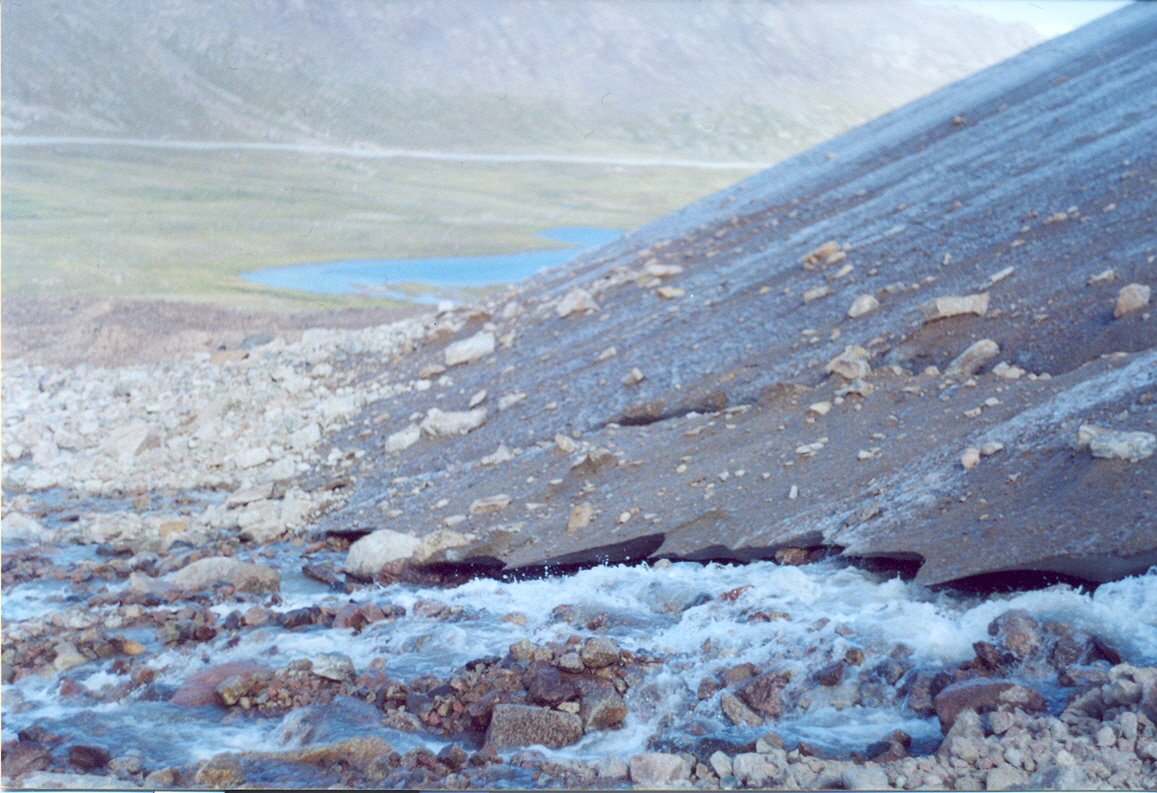
Танучий край гірського льодовика, Тянь-Шань, Терскей Ала-Тоо, верхів'я річки Барскаон. У міру переміщення льоду за течією донизу і одночасного танення, уламки гірських порід, що містяться в льоду, накопичуються перед краєм льодовика і формують кінцеву морену

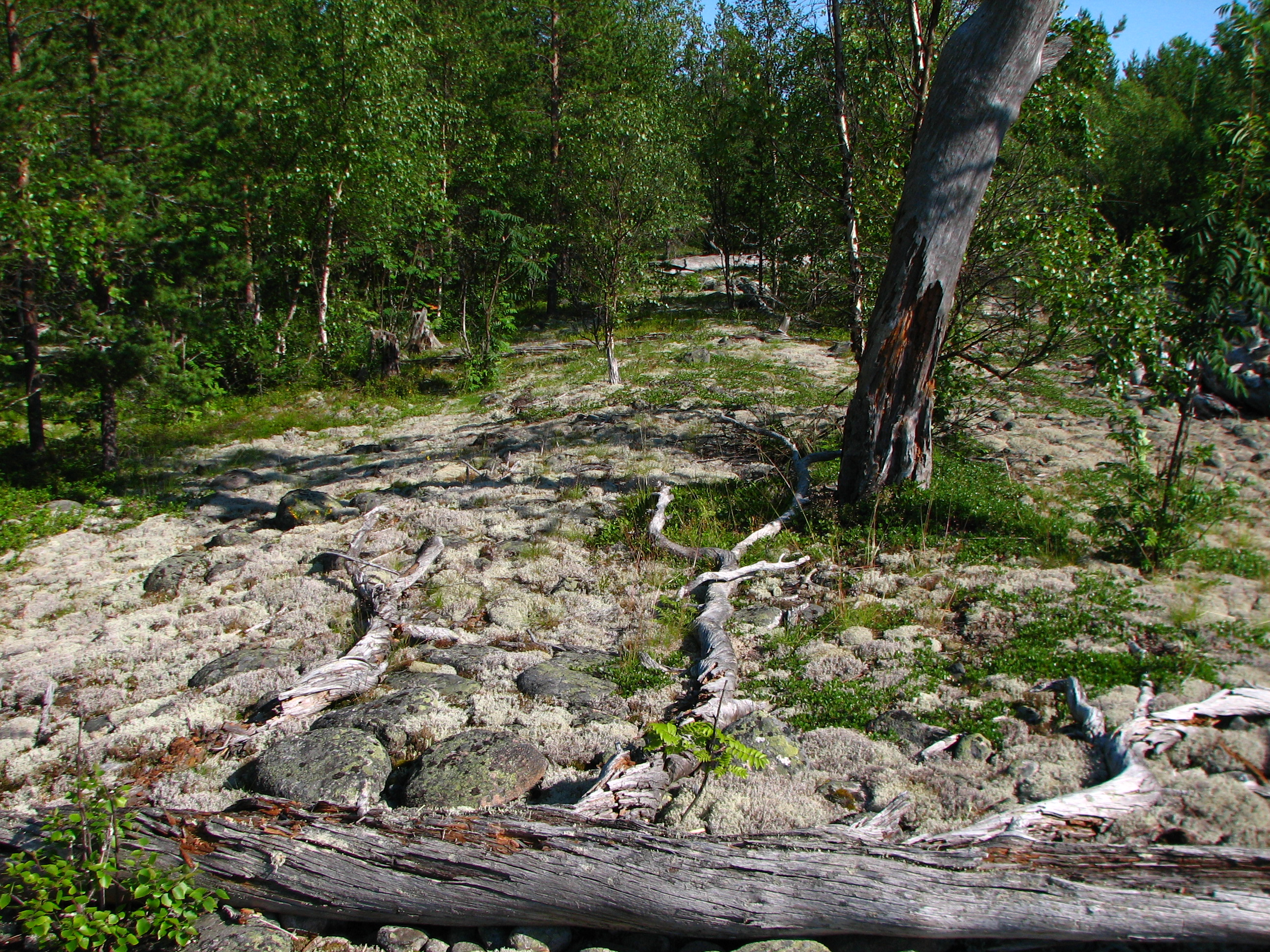

Море́на (англ. moraine, till, glacial drift; нім. Moräne f) — скупчення несортованого уламкового матеріалу, перенесеного і відкладеного льодовиками.

## Етимологія
Слово морена було засвоєно українською мовою з савойської італ. morena, в якій воно було утворено від арп. mor, morre, що означають мармизу, морду, писок. Утворені від лат. *murrum, імовірно, засвоєного з кельтських мов.

## Класифікація
За складом морени дуже різноманітні (від суглинків до валунників), невідсортовані, містять гальку й валуни з льодовиковими шрамами та поліруванням.
Розрізнюють рухомі й відкладені морени.
Рухомі морени поділяють на поверхневі, внутрішні і донні. Серед поверхневих морен вирізняють бокові (берегові) морени та серединні морени.
Відкладені морени складаються зі скупчень уламкового матеріалу, залишеного льодовиком після його відступу, і утворюються за рахунок всіх видів рухомих морен. Серед них розрізняють основні (донні й абляційні), локальні (місцеві), морени напору та ін. Особливо великого розвитку морени досягли в областях, що покривалися в четвертинному періоді материковою кригою. Такі морени мають назву основних.
Морена може сформуватися також у випадку, коли льодовики або айсберги, що переносили уламки, тануть у морі.

## Моренні утворення
Морени є основою різних поверхневих утворень і структур: моренних гряд, терас, озер, амфітеатрів тощо.
Моренна гряда — валоподібне скупчення продуктів вивітрювання гірських порід, відкладених льодовиком.
Моренне озеро — 1. Озеро в западині серед льодовикових відкладів у кінцевій або донній морені континентального льодовика. Розповсюджені в областях давнього зледеніння. 2. Озеро, яке утворюється за валом морени, залишеної в долині відступаючим льодовиком. Трапляється в гірських районах.
Моренний амфітеатр — напівкільцевий вал з декількох гряд кінцевих морен, які обрамляють місця локалізації гірських льодовиків, що виходять у долину.
Моренний рельєф — акумулятивний рельєф, утворений дією льодовиків. На рівнинах розрізняють горбисто-западинний рельєф основної морени; моренні рівнини — хвилясті або рівні поверхні, утворені основною мореною; рельєф кінцево-моренних гряд; рельєф друмлін. У горах моренний рельєф представлений моренами береговими, грядами кінцевих морен, горбисто-моренним рельєфом.

## Окремі різновиди морен

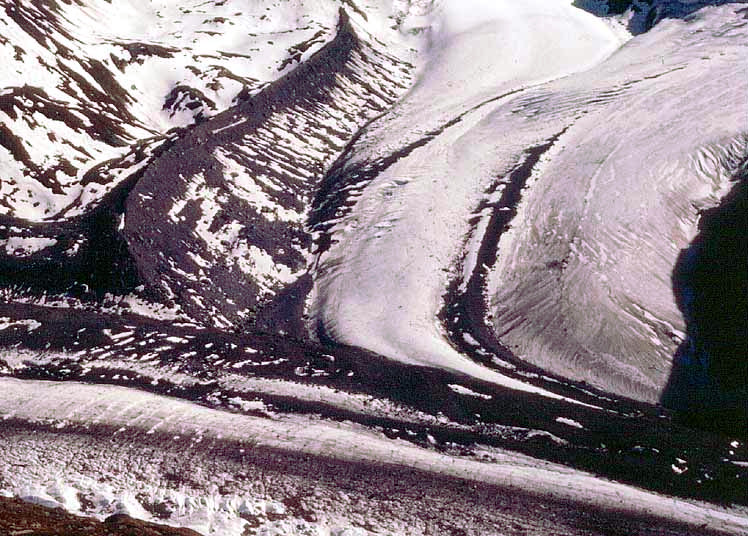
Морена на Gorner Glacier, Церматт, Швейцарія.

Морена берегова, (англ. border moraine; нім. Ufermoräne f) — морена долинних льодовиків, відкладена у вигляді гряд або сходинок вздовж схилів долини при частковому або повному таненні льодовика. Берегові морени, розташовані одна над одною, називають терасами осідання. М.б. добре зберігається в умовах сухого континентального клімату, наприклад, на Памірі. У р-нах вологішого клімату перетворюється в комплекс земляних пірамід.
Морена бокова, (англ. lateral moraine; нім. Seitenmoräne f, Randmoräne f) — скупчення щебеню та великих уламків гірських порід на околиці гірського льодовика нижче снігової лінії, яке пересувається вниз разом з льодовиком. М.б. тягнеться по краях льодовикового язика у вигляді валу. При таненні льодовика переходить у морену берегову.
Морена дислокована, (англ. contorted drift, contorted till, disturbation till; нім. Stauchmoräne f, Staumoräne f) — морена, зім'ята у помітно виражені складки і розчленована льодовиком, який рухається, на насунені одна на одну лускуваті структури.
Морена донна, (англ. bottom-moraine, ground moraine, subglacial moraine; нім. Grundmoräne f, Untermoräne f) — уламки порід, які переносяться всередині льодовика і в його основі. Після танення льодовика ця морена утворює великий і досить рівний шар моренного матеріалу. Син. — основна морена.
Морена кінцева, (англ. frontal moraine, end moraine; нім. Frontalmoräne f, Endmoräne f) — уламковий матеріал, відкладений у вигляді дугоподібних гряд біля нижнього кінця долинного льодовика при його тривалому стаціонарному положенні.
Морена локальна, (англ. local moraine; нім. Lokalmoräne f, örtliche Moräne f) — основна морена, яка складається переважно з уламків місцевих корінних г. п. Син. — місцева морена.
Морена лопатева кінцева, (англ. lobate frontal moraine; нім. gelappte Frontalmoräne f, gezackte Frontalmoräne f) — кінцево-моренні гряди четвертинного покривного зледеніння Євразії та Півн. Америки, які утворюють в сукупності фестони або гірлянди, що обмежують лопаті колишнього льодовика.
Морена серединна, (англ. medial moraine, median moraine; нім. Mittelmoräne f) — скупчення моренного матеріалу у вигляді гряди, яке виникає посередині льодовикового язика при злитті бокових морен гірсько-долинних льодовиків.
Морена фронтальна, — див. морена кінцева.
Морени рухливі, (англ. moving moraines, нім. sich bewegende Moränen f pl) — накопичення щебеневого або валунного матеріалу на поверхні або всередині льодовика, який пересувається. Рух морени практично повністю визначається рухом льодовика.

## Морени в Україні
На території України суцільні площі монолітних морен зосереджені на лівобережжі Середнього Придніпров'я, на правобережжі Дніпра від Ірпеня до Росі та в межиріччі Уж — Ірша.